# Trigonella linczevskii
Trigonella linczevskii är en ärtväxtart som beskrevs av I.T. Vassilczenko. Trigonella linczevskii ingår i släktet trigonellor, och familjen ärtväxter. Inga underarter finns listade i Catalogue of Life.